# Colin Bell (calciatore 1961)
Colin Bell (Leicester, 5 agosto 1961) è un allenatore di calcio ed ex calciatore inglese, di ruolo difensore, dall'ottobre 2019 commissario tecnico della nazionale sudcoreana femminile.
Dopo aver giocato quasi tutta la carriera nel campionato tedesco, chiudendola dopo poco meno di dieci anni di attività nel Magonza, rimasto in Germania si è dedicato all'allenamento di squadre di club maschili, giovanili e non, e nell'ultima parte, femminili, ottenendo infine l'incarico di commissario tecnico della nazionale irlandese femminile.

## Palmarès

### Allenatore

#### Club
- Coppa di Germania: 1

1. FFC Francoforte: 2013-2014
- UEFA Women's Champions League: 1

1. FFC Francoforte: 2014-2015